# Calathotarsus
Calathotarsus is een geslacht van spinnen uit de familie Migidae.

## Soorten
- Calathotarsus coronatus Simon, 1903
- Calathotarsus fangioi Ferretti, Soresi, González & Arnedo, 2019
- Calathotarsus gigas Montenegro & Aguilera, 2024
- Calathotarsus pihuychen Goloboff, 1991
- Calathotarsus simoni Schiapelli & Gerschman, 1975